# Queerbaiting
El queerbaiting (del inglés queer + bait, señuelo, gancho, anzuelo o cebo, traducido en castellano como reclamo LGTBI o cebo queer) es una técnica de mercadotecnia en medios de ficción y entretenimiento de sugerir, pero después no representar abiertamente, a un personaje LGBTI o una relación romántica homosexual, como en el cine, la televisión o la literatura. Se trata de una práctica que pretende atraer ("cebo") a la audiencia LGBTI o heteroaliados con la sugerencia de relaciones o personajes que les resulten atractivos, mientras que al mismo tiempo se intenta evitar alienar a otros consumidores.
Esto se ha observado en la ficción popular como películas y series de televisión, así como en celebridades que transmiten una identidad sexual ambigua a través de sus obras y declaraciones. Surgió y se ha popularizado a través de discusiones en fandoms de Internet desde principios de la década de 2010.

## Representación
Los medios de comunicación tienen poca representación LGBTI fuera de series con contenido específicamente queer, como The L Word o Queer as Folk. Según investigaciones hechas por Gay & Lesbian Alliance Against Defamation (GLAAD), durante la temporada de televisión 2012-13, en Estados Unidos había una representación LGTB de solo un 4.4%; un incremento de las estadísticas de años previos (2.9% en 2011, 3.9% en 2010, 3% en 2008, y un 1.1% en 2007).

## Reacción de la audiencia y consecuencias
Los cebos queer han sido considerados altamente dañinos para el colectivo LGBTI en general. Puede aparentar potencialmente que las sugerencias y referencias LGBTI son simplemente bromas, pero «si la falsa representación en cuestión utiliza humor, las personas queer ¿pueden disfrutar de la broma o son ellos mismos la broma?»
Como apunta la revista Vanity Fair: «El queerbating resulta cada vez más insostenible porque, para empezar, ahora tiene nombre. Eso significa que nos hemos dado cuenta de lo que están haciendo. Podemos señalarlo, cuestionarlo y rechazarlo: no es visibilidad, son migajas. Y durante años, la comunidad LGTB se ha conformado con esas minúsculas concesiones, tan sutiles como anecdóticas, porque es a lo que está acostumbrada».
El queerbaiting puede mostrar relaciones LGBTI como heterosexuales o como relaciones platónicas que han sido mal entendidas. Emmet Scout cree que «esta dinámica está creada de una manera en que los personajes y los creadores han de recordarnos constantemente que si vemos aspectos queer en tales relaciones se tratan solamente de una broma o, incluso, una perversión de su amistad. Ya sea intencionadamente o no, esto envía el mensaje de que una relación gay es no solo menos interesante, sino menos profunda, valiosa y pura».
Es importante notar que el uso erróneo de este concepto puede llevar a confusiones. El término solo es utilizado para técnicas de mercadotecnia. Por lo tanto, una persona real no puede hacer queerbaiting, a pesar de que en reiteradas ocasiones se ha usado esta noción para hablar de ciertas celebridades.
Un ejemplo claro del daño que puede resultar de estas declaraciones es el caso del actor británico Kit Connor, quien se vio obligado a salir del armario como bisexual con tan solo dieciocho años después de que algunos detractores lo acusaran de hacer queerbaiting por haber representado a un personaje de la comunidad LGBT en la serie Heartstopper.

## Ejemplos
Las siguientes relaciones entre personajes del mismo género han sido interpretadas como queerbaiting, por al menos algunos multimedios confiables. Esta interpretación no es necesariamente compartida por todos los críticos o fanáticos.

### Ficción

#### Televisión
- House Md - House y Wilson. About this Hugh Laurie said "House and Wilson have an unusual relation so be free to explore all the angles. It's true that there was a weird romantic love and I suppose that was show's central relationship. It was irresistible to me"
- Glee - Rachel Berry y Quinn Fabray. [5]
- Killing Eve - Eva y Villanelle. La serie fue criticada por queerbaiting en las temporadas 1 y 2,[16][17][18] pero los personajes finalmente se besaron en la temporada 3,[19] después de lo cual los críticos revaluaron el enfoque de la serie sobre su relación.[20][21]
- Merlin - Arthur Pendragon y Merlin.[22]
- Sherlock - Sherlock Holmes y John Watson. El reparto y equipo de Sherlock han negado que la relación haya sido intencionada como romántica,[23][24] para la decepción de muchos fans.[25][26]
- Once Upon A Time - Regina Mills y Emma Swan.
- Riverdale - Betty Cooper y Veronica Lodge,[27][26] y Archie Andrews y Joaquin DeSantos.[28]
- Rizzoli & Isles - Jane Rizzoli y Maura Isles.[29]
- Supergirl - Kara Danvers y Lena Luthor.[26]
- Sobrenatural - Castiel y Dean Winchester.[30][26]
- Teen Wolf - Derek Hale y Stiles Stilinski.[31]
- Voltron: Legendary Defender - Shiro y Adam.[32]
- Barrio Sésamo/Plaza Sésamo - Epi y Blas/Beto y Enrique.[33]

#### Películas
- Animales fantásticos y dónde encontrarlos - Albus Dumbledore y Gellert Grindelwald.[34]
- Avengers: Endgame - Steve Rogers y Tony Stark.[35]
- Capitán América: Civil War - Steve Rogers y Bucky Barnes.[36]
- La bella y la bestia (película de 2017) - LeFou y Gaston.[37]
- Black Panther - Okoye y Ayo.[38]
- Pitch Perfect - Beca y Chloe.[39][40]
- Star Wars: Episodio IX - El ascenso de Skywalker - Finn y Poe Dameron.[41][42]
- Thor: Ragnarok - Valquiria.[43]
- Luca - Luca y Alberto.[44]

### Otros multimedios
En música, la canción I Kissed a Girl de Katy Perry de 2008 generó preocupación porque, según un reseñante, «su apropiación del estilo de vida gay existe con el único propósito de llamar la atención». Perry dijo en 2017 que ha hecho «más que [besar a una chica]» y se siente atraída por las mujeres, sin especificar ni etiquetar su sexualidad. Las cantantes Ariana Grande (en 2019) y Rita Ora (en 2018) también fueron criticadas por los fanáticos denunciando queerbaiting después de que sus letras contuvieran referencias al amor bisexual. En respuesta a estas preocupaciones, Ora se declaró bisexual ante sus fans.
En publicidad, la marca de ropa Calvin Klein se disculpó en 2019 por hacer queerbaiting al público con un anuncio en el que la modelo Bella Hadid besaba al personaje Lil Miquela.
En el teatro, la relación entre Albus Severus Potter y Scorpius Malfoy en Harry Potter y el legado maldito fue criticada como queerbaiting.